# Dolores Catania
Dolores Catania (Paterson, Nueva Jersey, 28 de diciembre de 1970) es una personalidad de la televisión, filántropa y empresaria estadounidense. Es conocida por ser miembro principal del elenco de The Real Housewives of New Jersey, apareciendo desde la séptima temporada del programa en 2016.

## Primeros años
Spagnola nació en Paterson, Nueva Jersey, hija de Lawrence y Valerie Spagnola. Su padre es un exjefe de policía de Paterson y su madre es ama de casa. Tiene dos hermanas, Laura y Valerie, y un hermano, Louis. Es de ascendencia italiana e irlandesa.
Dolores y sus hermanos se criaron en Paterson junto con su coprotagonista de Real Housewives of New Jersey, Teresa Giudice, y la prima de Giudice y exmiembro del elenco Kathy Wakile.
En la temporada 11 de The Real Housewives of New Jersey, Dolores reveló que sus padres han permanecido felizmente casados, a pesar de vivir separados desde que su padre se convirtió en el Jefe de Policía de Paterson.

## Carrera profesional
Antes de unirse a RHONJ, Dolores había trabajado como mesera, lavadora, funcionaria de prisiones, agente de bienes raíces y asistente quirúrgica. Es propietaria activa de una franquicia de acondicionamiento físico y cambia de casa con su exmarido. Es filántropa y apoya muchas causas benéficas (p. ej., bienestar animal y esfuerzos locales de socorro). También ha aparecido en varios proyectos independientes, incluidos Breaking Points y Around the Sun de Brad Forenza.
En 2009, se le pidió a Dolores que se uniera a la temporada 1 de The Real Housewives of New Jersey, pero optó por aparecer como "amiga invitada" de las amas de casa inaugurales y posteriormente fue reemplazada por Caroline Manzo. Fuera del programa, ha mantenido amistades duraderas con los miembros originales del elenco Teresa Giudice, Jacqueline Laurita y Caroline Manzo. En 2016, Catania se unió al elenco principal a partir de la temporada 7. Desde que se unió a la serie, sus historias se han centrado principalmente en su vida romántica, la relación con su ex, la maternidad, el autodescubrimiento, la lealtad y la independencia. Desde que se unió ha sido colocada como una de las amas de casa más identificables y fue votada como "Miss Congeniality" en todo el sindicato Real Housewives por parte de los fanáticos de Bravo en 2018.

## Vida personal
Dolores se casó con Frank Catania en septiembre de 1994. La pareja tiene dos hijos, Gabrielle "Gaby" (nacida en 1995) y Frank "Frankie" III (nacido en 1998). Durante su primera temporada como ama de casa, Catania reveló que Frank le había sido infiel mientras estaba embarazada de nueve meses de Frankie, lo que puso fin a su matrimonio.
En el 2017 comenzó a salir con el especialista en medicina materno-fetal David Principe. Los dos fueron presentados por la amiga y ex coprotagonista de Catania, Siggy Flicker. La pareja anunció su separación en diciembre de 2021.